# A Zen ökle
A Zen ökle (eredeti cím: Fist Of Zen) egy brit szórakoztató műsor, amelyet az MTV hálózat tagja, az MTV Greenhouse Production készített 2007-ben. A műsor lényege, hogy a „Zen-mester” (akit Peter Law alakít) öt embert kilenc különböző feladat („rituálé”) végrehajtására kötelez, amelyeket hang kiadása nélkül kell végrehajtani.
A műsort Magyarországon magyar nyelven az MTV Hungary sugározta 2008-ban. A magyar szinkronban a narrátor Czvetkó Sándor, míg Peter Law-t (a Zen-mestert) Forgács Gábor szinkronizálja.

## A rituálék
A rituálék próbára teszik az emberek fájdalomtűrő képességét (néha a gyomrukat is), éppen ezért, ha végrehajtják őket, minden egyes rituálé után 100 fontot nyernek a szereplők. Azt, hogy melyik játékosnak kell megcsinálni a rituálét, úgy döntik el, hogy az asztal közepére letesznek egy dobozt, amelyben négy piros és egy fekete golyó van. Aki a fekete golyót húzza ki, annak kell végrehajtania a rituálét.
A tizedik rituáléban („60 másodperc kígyórángatás”) azonban mindezt kockára teszik.
Ebben az utolsó alkalomban ügyességi feladatokat kell végrehajtani, de közben a férfiak péniszére a nőknek pedig mellbimbójukra kötél van kötve, amelyeket a feladat közben a Zen-mester erősen meg-meghúz. Ha ezt elbukják, az addig nyert összes pénzt elvesztik.
A műsor elején a készítők külön figyelmeztetnek az alábbiról:
A feladatokat egészségügyi és biztonsági szakemberek felügyelete mellett hajtották végre, ezért otthon ezeket senki ne utánozza!